# اختیارآباد
اختیارآباد شهری در بخش مرکزی شهرستان کرمان استان کرمان ایران است. این شهر در ۱۴ کیلومتری غرب شهر کرمان قرار دارد. اختیارآباد شهری بر سر راه کرمان به سمت فرودگاه بین‌المللی کرمان قرار دارد.

## جاذبه‌های گردشگری
- باغ فتح‌آباد: یکی از مهم‌ترین باغ عمارت‌های تاریخی ایران است. این باغ از از یادگارهای فضل علی خان بیگلربیگی است که به همین دلیل آن را باغ بیگلربیگی نیز می‌گویند. عبور آب فتح‌آباد از میان این باغ به آن صفا و طراوت می‌بخشیده‌است. زمان احداث این باغ به حدود سال‌های ۱۲۵۵ می‌رسد. مصالح ساختمان‌ها از خشت خام و تزیین آن با گچ و مقابل سر در باغ حوضی به ابعاد ۶۰ در ۵ متر با فواره‌های زیبا طراحی شده بود. علاوه بر سر در که ساختمانی دو طبقه داشته طاق نماهایی نیز در طرفین آن احداث شده بود.

چشمه آب مراد:یکی از چشمه‌های طبیعی آب گرم بوده که در زمان‌های گذشته مردم شهر کرمان برای درمان بیماری‌های پوستی مثل سودا به این چشمه آب گرم می‌رفتند اما متأسفانه این چشمه هم‌اکنون در منطقه استحفاظی یک پایگاه نظامی قرار گرفته و از دسترس عموم خارج شده‌است.

## آلودگی صوتی هواپیماها
در سال ۱۳۹۸ عده ای از مردم بر اثر عبور هواپیما از بالای شهر از هواپیمایی ماهان ایر شکایت کردند و خواستار عبور هواپیما از منطقهٔ دیگری شدند و شهردار اختیارآباد این درخواست را به گوش هواپیمایی ماهان ایر رساند.

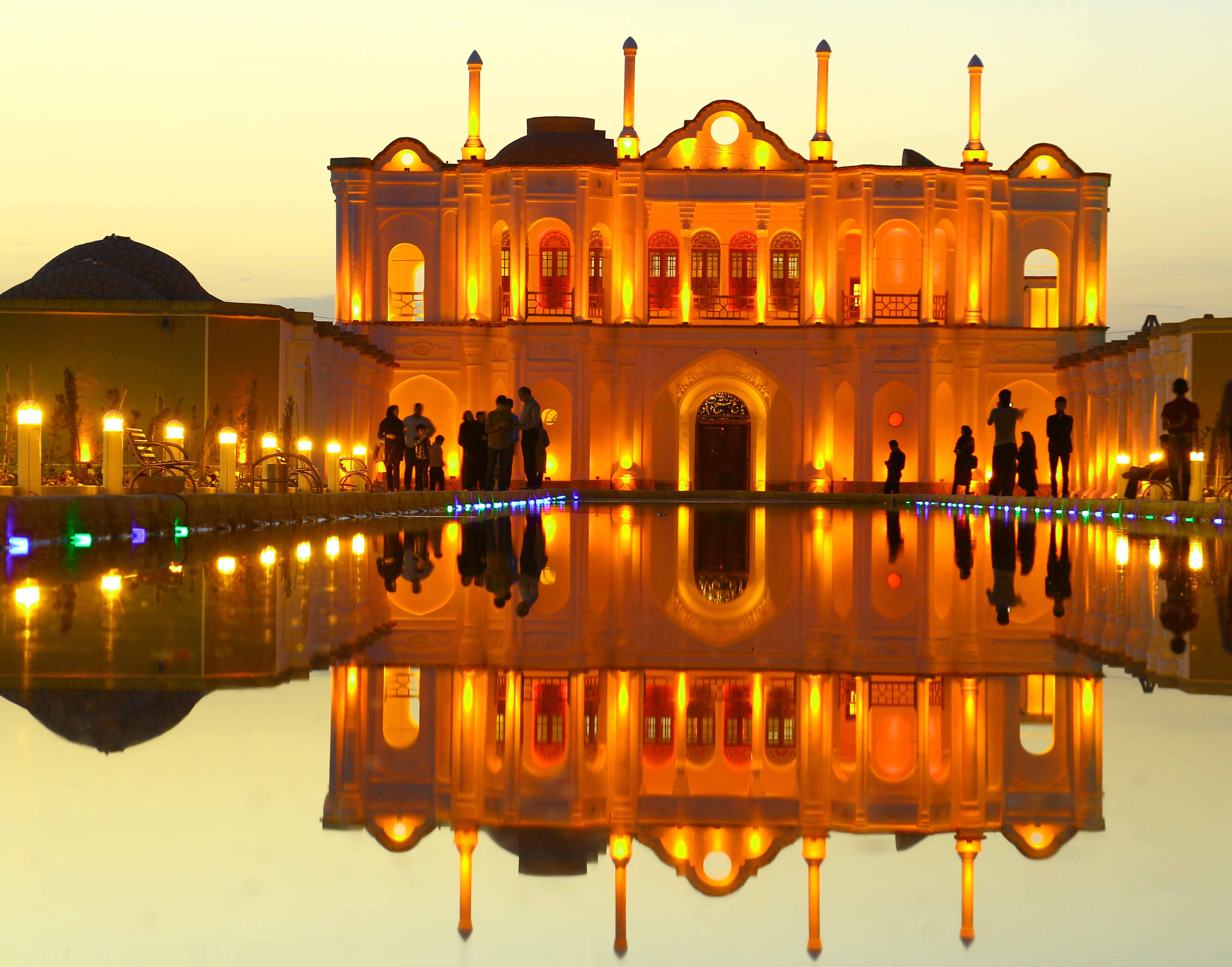
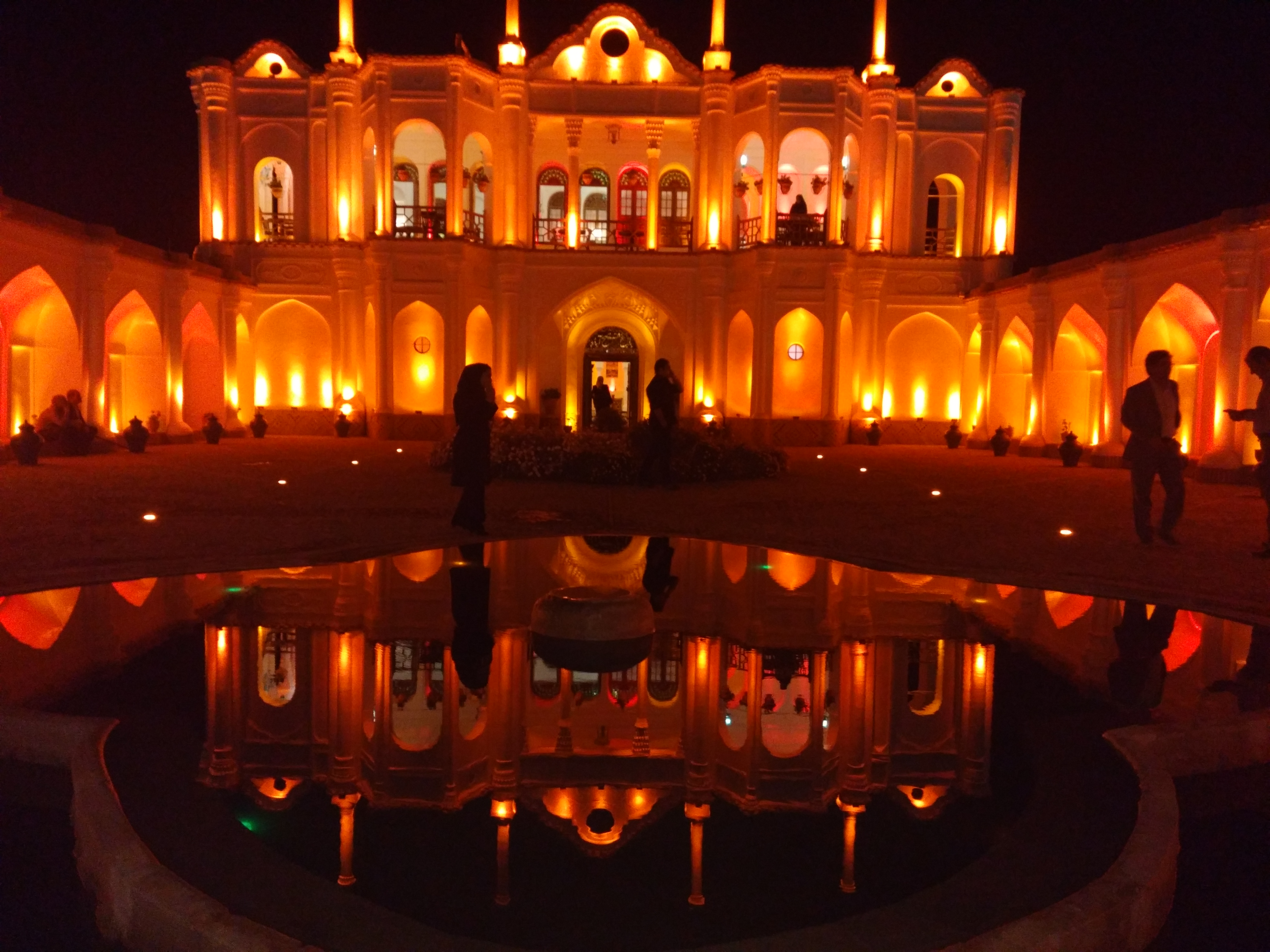
تصویری از باغ عمارت فتح آباد ( بیگلر بیگی) در شب
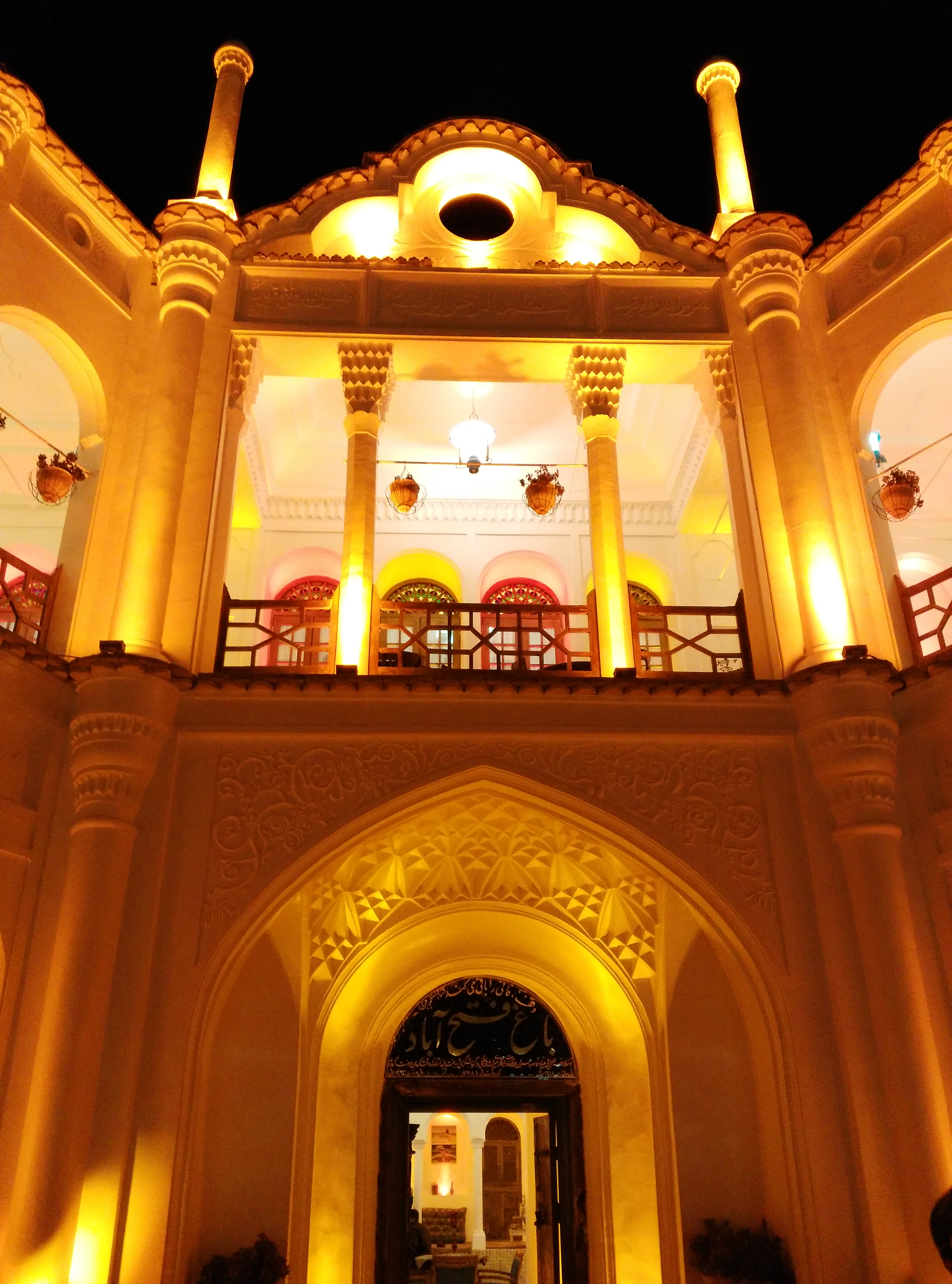
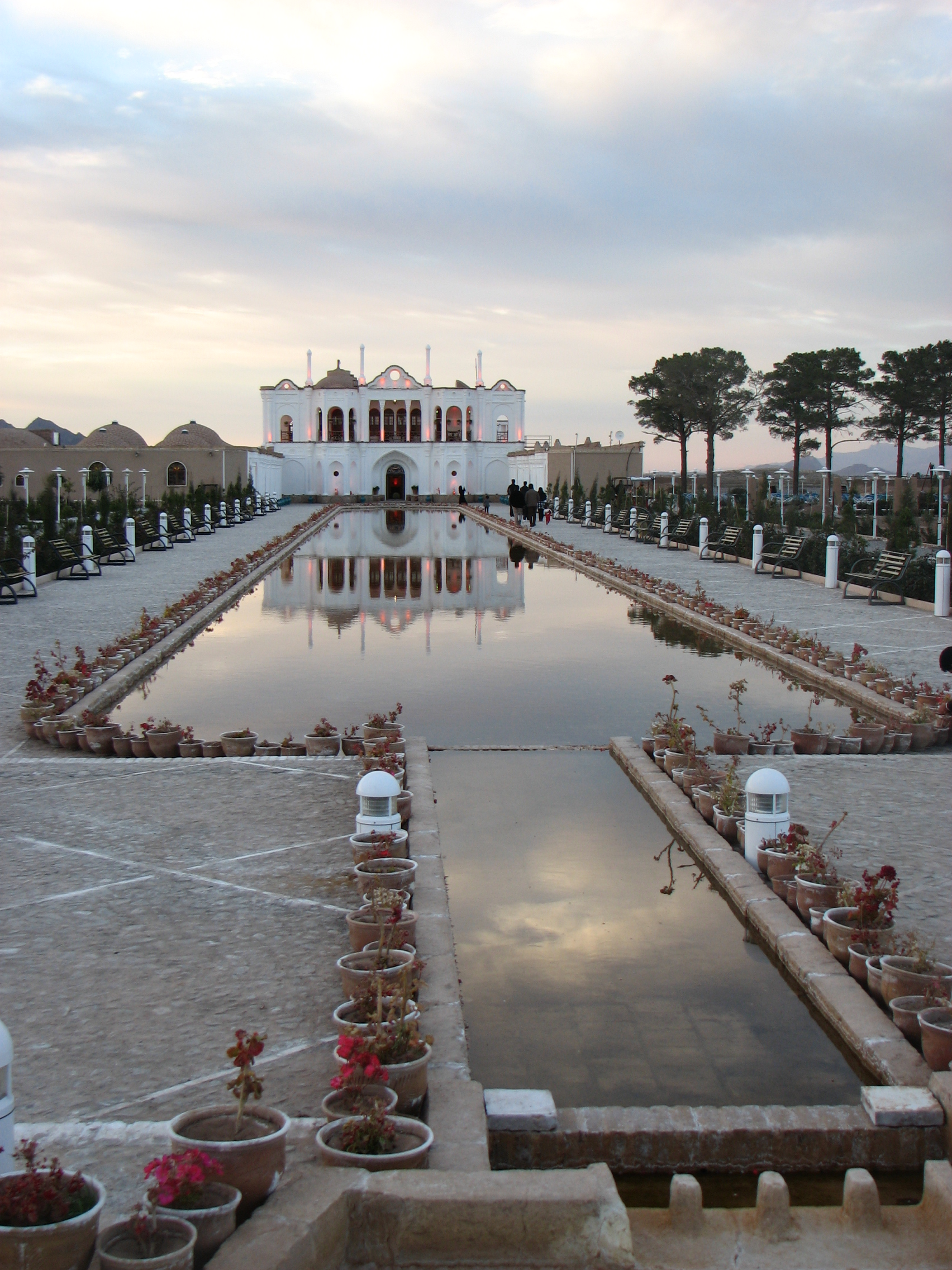